# 須永武義
須永 武義（すなが たけよし、1855年10月2日（安政2年8月22日） - 1925年（大正14年）10月28日）は、大日本帝国陸軍軍人。最終階級は陸軍中将。位階勲等功級は正四位勲二等功三級。

## 経歴
武蔵国幡羅郡飯塚村（埼玉県幡羅郡太田村、大里郡太田村、妻沼町を経て現熊谷市）出身。士族・須永宗司の長男。陸軍兵学寮に入り、1877年（明治10年）4月、陸軍歩兵少尉に任じ、参謀本部第2局員、近衛歩兵第2連隊長、陸軍教導団長、第9師団参謀長を経て、1899年（明治32年）8月、大佐に進んだ。この間、日清戦争に従軍した。日露戦争が勃発すると西島助義に代わり、1904年（明治37年）9月、陸軍少将に進級と同時に歩兵第7旅団長に補され、遼陽会戦から参戦。奉天会戦を経て台湾守備混成第1旅団長に転出し、歩兵第22旅団長、歩兵第36旅団長、憲兵司令官を経て、1912年（明治45年）2月、陸軍中将に進級と同時に予備役に編入した。晩年は東京府豊多摩郡中野町（東京市中野区を経て現東京都中野区）に住んだ。

## 栄典
位階
- 1912年（大正元年）3月11日 - 正四位[4]

勲章等
- 1895年（明治28年） - 功四級金鵄勲章
- 功三級金鵄勲章